# Elaphoglossum fournierianum
Elaphoglossum fournierianum är en träjonväxtart som beskrevs av L.D. Gómez. Elaphoglossum fournierianum ingår i släktet Elaphoglossum och familjen Dryopteridaceae. Inga underarter finns listade.